# Будинок на вулиці Валовій, 13 (Львів)
Будинок за адресою вулиця Валова, 13 у Львові — багатоквартирний житловий п'ятириповерховий будинок з магазинним приміщенням на першому поверсі. Пам'ятка архітектури місцевого значення номер 15.Розташований будинок у периметральній забудові вулиці.

## Історія
За археологічними даними кам'яниця стоїть на місті вежі Бастея датована XV–XVI століттям. Будинок було зведено у 1913 році за проектом архітекторів Владислава Дердацького і Вітольда Мінкевича на замовлення Адольфа Левіна, та використовувався як прибутковий будинок. Оздобленням фасаду займався Зигмунт Курчинський.У 1927 році в будинку було бюро продажів автомобілів. В радянські часи тут було кафе «Старий Львів», зараз тут магазин зброї «Мисливець», піцерія «Big Plate» та кафе «Соната».

## Архітектура
П'ятириповерхова цегляна будівля зведена 1913 року у стилі модерн. Симетричність фасаду порушена рядом вікон з правої сторони, які відступають вглиб головної лінії фасаду. На першому поверсі великі вітринні вікна та головний портал входу з масивним обрамленням. Другий поверх без архітектурних оздоблень, відділений від першого та третього поверхів профільованим карнизом. Третій та четвертий поверх прикрашають два еркери, між вікнами поверхів виступають ліпні горельєфи. Між четвертим та п'ятим поверхом масивний карниз під яким розміщені ліпні гірлянди зі букраніонами. На п'ятому поверсі над еркерами третього та четвертого поверхів поміщений балкон з металевою огорожею. Балконні вікна п'ятого поверху прикрашають подвійні півколони тосканського ордеру розміщені по обох сторонах, вікна на поверсі з півциркульним завершенням. Завершений поверх мансардним дахом, з трикутним фронтоном по центру, я якому поміщено півциркульне вікно.